# 122P/де Вико
Комета де Вико (122P/de Vico) — короткопериодическая комета типа Галлея, которая была обнаружена 20 февраля 1846 года итальянским астрономом Франческо де Вико в обсерватории Collegio Romano. Комета была описана как довольно яркий объект с центральной конденсацией и хвостом, быстро перемещающийся по созвездию Кита. Комета обладает длительным периодом обращения вокруг Солнца — чуть менее 74,35 года.

Орбита кометы де Вико и её положение в Солнечной системе

## История наблюдений
Независимое открытие было сделано 26 февраля американским астрономом Уильямом Бондом в Гарвардской обсерватории. К середине марта комета достигла максимальной магнитуды 5,0 m звёздной величины, после чего начала постепенно угасать и окончательно исчезла из вида к 20 мая. 
Дэниел Кирквуд в 1884 году заметил, что данная комета обладает схожими элементами с кометой 12P/Понса — Брукса. Он предположил, что 122P/де Вико отделилась от 12P/Понса — Брукса за несколько веков до наблюдения. Позднее Кирквуд обнаружил, что кометы прошли общий перигелий в 991 году нашей эры.
Попытки рассчитать орбиту кометы приводили к большому разбросу значений орбитального периода, — от 69,7 до 75,7 года, что сильно затруднило восстановление кометы. В 1887 году астроному ожидали, что комета может достигнуть перигелия во второй половине 1921 года, но из-за большой неопределённости периода обращения, фактически, комета могла пройти перигелий в любой момент между 1919 и 1925 годами. В итоге обнаружить комету в это возвращение так и не удалось. Как выяснилось позднее, комета прошла точки перигелия 8 апреля 1922 года.
Повторное исследование орбиты кометы, проведённое в 1976 году, позволило оценить период обращения в 76,3 года. Восстановить комету 17 сентября 1995 года, после почти 150 лет отсутствия, удалось трём японским астрономам Юдзи Накамура, Масааки Танака и Шоуго Уцуномия. Комета была описана как диффузный объект 6,0 m звёздной величины с центральной конденсацией и небольшой комой, поперечником в 5 ' угловых минут. Также сообщалось о наличии двух хвостов: ионного и пылевого, длиною в 25 ' и 5 ' угловых минут соответственно. Независимые открытия были также сделаны Цутому Сэки и Дональдом Макхольцем. 
Сразу после восстановления комета стала объектом широкого наблюдения астрономов-любителей по всему миру. В первой половине октября комета достигла пика яркости в 5,5 m звёздных величин, диаметр комы увеличился до 6 ' угловых минут, а длина хвоста до 8 ° градусов. Начиная со второй половины месяца комета начала неуклонно угасать, хотя кома некоторое время ещё продолжала увеличиваться. Последний раз комету наблюдали 25 июня 1996 года с магнитудой 22,4 m. В следующий раз комета окажется вблизи Земли лишь в 2069 и 2145 годах, после чего 3 декабря 2153 года ожидается довольно тесное сближение с Ураном (0,694 а. е.).